# Globozetes birulai
Globozetes birulai är en kvalsterart som först beskrevs av Kulczynski 1902.  Globozetes birulai ingår i släktet Globozetes och familjen Chamobatidae. Inga underarter finns listade i Catalogue of Life.